# 1960년대 대한민국의 텔레비전 드라마 목록
다음은 1960년대에 방송된 대한민국 텔레비전 드라마의 연도순 목록이다.
- 1962년 대한민국의 텔레비전 드라마 목록
- 1963년 대한민국의 텔레비전 드라마 목록
- 1964년 대한민국의 텔레비전 드라마 목록
- 1965년 대한민국의 텔레비전 드라마 목록
- 1966년 대한민국의 텔레비전 드라마 목록
- 1967년 대한민국의 텔레비전 드라마 목록
- 1968년 대한민국의 텔레비전 드라마 목록
- 1969년 대한민국의 텔레비전 드라마 목록

## 같이 보기
- 1960년대 텔레비전 드라마 목록